# Evangelisch-Lutherische Kirche in Thüringen
Die Evangelisch-Lutherische Kirche in Thüringen (abgekürzt ELKTh) war bis 2008 eine von 23 Gliedkirchen (Landeskirchen) der Evangelischen Kirche in Deutschland (EKD). Die Kirche mit Sitz in Eisenach hatte 2006 ca. 441.000 Gemeindeglieder in 1.308 Kirchengemeinden. Die Evangelisch-Lutherische Kirche in Thüringen war Mitglied der Vereinigten Evangelisch-Lutherischen Kirche Deutschlands (VELKD) und der Gemeinschaft Evangelischer Kirchen in Europa.
Am 1. Januar 2009 vereinigten sich die Thüringische Landeskirche und die Evangelische Kirche der Kirchenprovinz Sachsen zur Evangelischen Kirche in Mitteldeutschland.

## Gebiet
Das Gebiet der Evangelisch-Lutherischen Kirche in Thüringen umfasste große Teile des heutigen Bundeslandes Thüringen sowie kleine Zipfel sachsen-anhaltischen Gebiets um Allstedt und Molau und entsprach in seinen Grenzen dem 1920 gegründeten Land Thüringen (1920–1952) mit dessen Gebietsstand bis 1945, bis auf die Superintendentur Ostheim vor der Rhön, die 1972 der Landeskirche Bayern eingegliedert wurde. Die übrigen, 1945 oder später hinzugekommenen 1815 bis 1945 preußischen Teile Thüringens gehörten bis 2008 zur Evangelischen Kirche der Kirchenprovinz Sachsen, das ehemals zur preußischen Provinz Hessen-Nassau gehörige Gebiet um Schmalkalden gehörte und gehört auch heute zur Evangelischen Kirche von Kurhessen-Waldeck.

## Geschichte

### Weimarer Zeit
Die „Thüringer Evangelische Kirche“ (so der ursprüngliche Name der Kirche bis 1948) entstand 1918. Nach der Aufhebung der Monarchie beschlossen am 15. November 1918 führende Kirchenmänner der ehemaligen Herzogs- und Fürstentümer eine einheitliche Organisation des Kirchenwesens. Am 5. Dezember 1919 tagte eine erste Synode und beschloss den Zusammenschluss von sieben eigenständigen Landeskirchen zu einer einheitlichen Landeskirche. Dies geschah noch vor der Gründung des Landes Thüringen (1920). Die sieben Landeskirchen waren:
- die Evangelisch-Lutherische Kirche des Großherzogtums Sachsen (von 1815 bis 1903 hieß das Land „Großherzogtum Sachsen-Weimar-Eisenach“)
- die Evangelisch-Lutherische Kirche des Herzogtums Sachsen-Gotha (das mit Sachsen-Gotha vereinigte Herzogtum Sachsen-Coburg schloss sich nicht der neuen Landeskirche an, sondern trat 1921 der Evangelisch-Lutherischen Landeskirche in Bayern bei)
- die Evangelisch-Lutherische Kirche des Herzogtums Sachsen-Altenburg
- die Evangelisch-Lutherische Kirche des Herzogtums Sachsen-Meiningen
- die Evangelisch-Lutherische Kirche des Fürstentums Reuß jüngere Linie
- die Evangelisch-Lutherische Kirche des Fürstentums Schwarzburg-Rudolstadt
- die Evangelisch-Lutherische Kirche des Fürstentums Schwarzburg-Sondershausen.

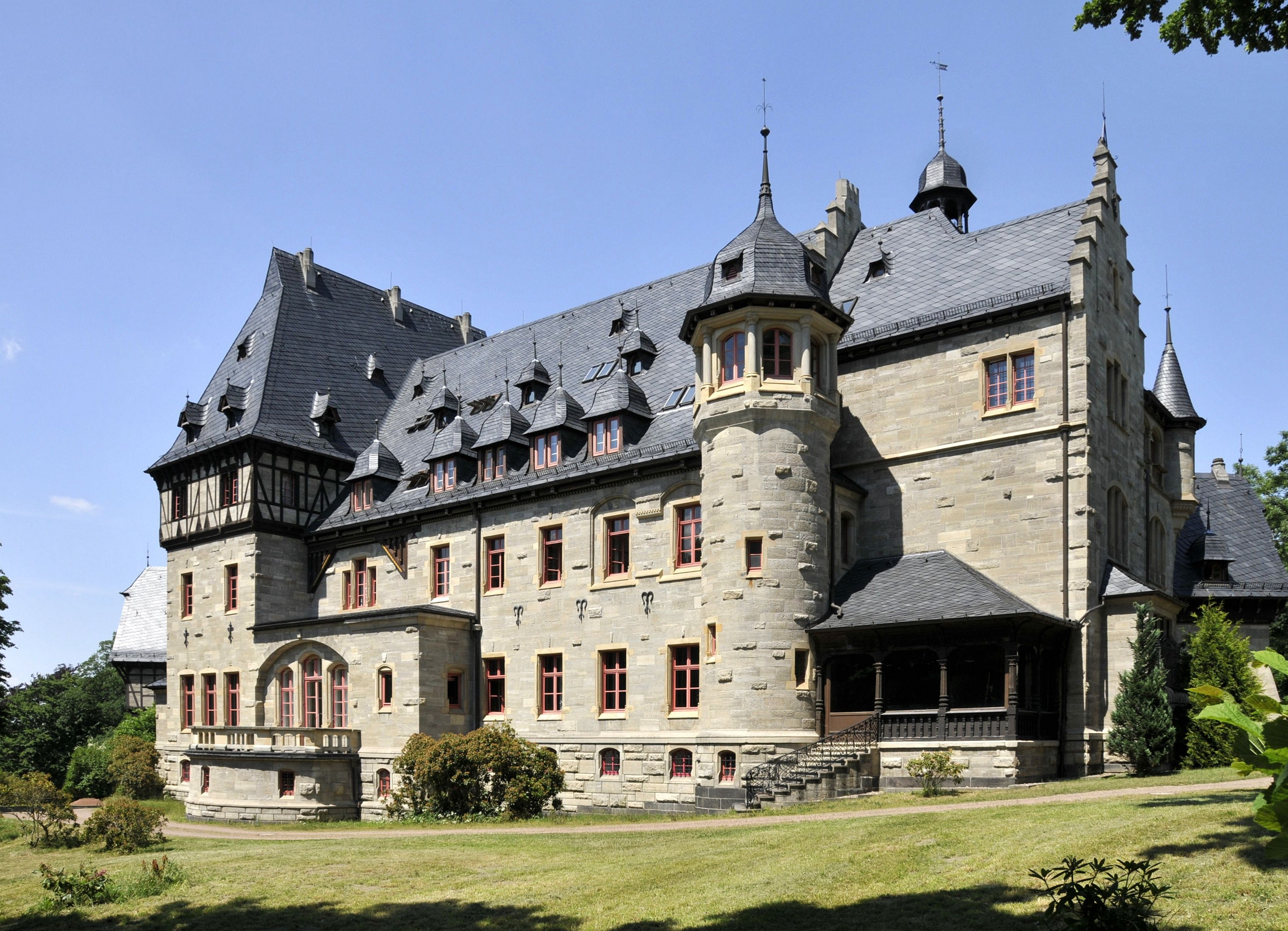
Ehemaliger Sitz der Landeskirche in Eisenach

 Am 13. Februar 1920 wurde die Thüringer Evangelische Kirche dann formell errichtet. Das Land Thüringen wurde erst drei Monate später am 1. Mai 1920 formell gegründet. Für die neue Landeskirche wurde in Eisenach ein Landeskirchenamt eingerichtet, und 1924 erhielt die neue Kirche eine Verfassung. Am 1. April 1921 bezog der Landeskirchenrat der Evangelischen Kirche in Thüringen seinen Sitz in der schlossartigen Villa der Industriellenfamilie Eichel-Streiber auf dem Pflugensberg. 1934 schloss sich die Evangelisch-Lutherische Kirche des ehemaligen Fürstentums Reuß ältere Linie als achte Landeskirche der Thüringer Evangelischen Kirche an, die damit ihren heutigen Umfang erreichte.
Die meisten Amtsträger in der Thüringer evangelischen Kirche waren vom christlichen Antijudaismus und von monarchistischen, nationalistischen bis völkischen Überzeugungen geprägt. Sie hatten die Novemberrevolution als Verlust bisheriger staatskirchlicher Privilegien erlebt und lehnten die Weimarer Verfassung ab, weil diese die Ära des Staatskirchentums prinzipiell für beendet erklärte. Sie betrachteten die Weimarer Republik als „gottlos“, „jüdisch“ und „marxistisch verseucht“.

Wahlannonce im Apoldaer Tageblatt vom 19. Juni 1920

Vertreter dieser Denkart war unter anderen Friedrich von Eichel-Streiber, von 1926 bis 1933 Landeskirchentagspräsident und DNVP-Spitzenkandidat bei den Wahlen zum Thüringer Landtag. Er beschrieb Thüringen und die Thüringer Kirche damals als akut gefährdet durch eine Mehrheit der Sozialdemokratie und eine angebliche „Vorherrschaft“ der Juden.  Der „Volksdienst“, eine kirchliche Schulungsabteilung zur politischen Orientierung der Kirchenmitglieder, behandelte die „völkische Frage“, etwa 1925 in Neudietendorf. Beim Missionsfest des Evangelisch-Lutherischen Missionsvereins Gotha 1926 vertrat der Missionar Pfarrer Reichardt öffentlich seine rassistischen Thesen, nur das Christentum könne die „minderwertige Rasse“ der Inder retten.
Bei den Kirchenwahlen von 1926 zum 2. Landeskirchentag trat erstmals eine „Deutsch-Kirche“ an, deren Anhänger einen dezidierten Rassen-Antisemitismus vertraten. Die von ihr vorgeschlagenen Kandidaten umfassten fünf bis acht Prozent aller Vorgeschlagenen, machten aber auf den Landeslisten mit 30 % der Kandidaten die größte Gruppe aus. Der für Statistik zuständige Oberpfarrer Johannes Dobenecker berichtete 1928 von zwei Übertritten von Juden zur Thüringer Landeskirche; keine Christen seien zum Judentum übergetreten. Das liege daran, dass es Juden zur „maßgebenden Macht“ ziehe, während Christen allenfalls durch Einheiraten aus „reinen Geldfragen“ Juden würden. Dobenecker gehörte wie Landeskirchentagspräsident von Eichel-Streiber später zur Lutherischen Bekenntnisgemeinschaft und war vorübergehend amtsenthoben.
1929 rief der mehrheitlich konservativ-völkische Landeskirchentag in seiner Entschließung „Gegen die Entsittlichung“ dazu auf, „der Entartung und Zersetzung unseres Volkes entgegenzuwirken […] durch Verbreitung guten deutschen Schrifttums und überhaupt durch Pflege des wertvollen deutschen Kulturgutes und veredelnde Fortbildung des deutschen Volkstums.“ Damit bereitete die Landeskirche die Hetze der NS-Propaganda gegen deutsche Schriftsteller und Künstler etwa in Ausstellungen über die „Entartete Kunst“ mit vor. Gegenüber antisemitischen Angriffen des Tannenbergbunds unter Erich Ludendorff, die Kirchen segelten im Kielwasser des Judentums, aus dem sie hervorgegangen seien, distanzierte sich der Volksdienst der Thüringer Kirche vom Judentum 1931 apologetisch mit einem Flugblatt der Apologetischen Centrale Berlin-Spandau: „Ist Christentum wirklich Judenmache?“ Pfarrer Otto Henneberger hielt vor 1933 öfter Vorträge vor Pfarrern über Themen wie „Völkische Religiosität oder Evangelium“ oder „Deutschchristentum und Deutschkirche“.

### Zeit des Nationalsozialismus
Die Machtergreifung des NS-Regimes begrüßte die Thüringer Kirchenleitung so:

„So begrüßt es die Kirche aufs freudigste, dass jetzt die Staatsgewalt Maßnahmen trifft zur Reinigung und Erneuerung unseres Volkslebens und zur Erhaltung der Ehrfurcht vor dem, was unserm Volk heilig bleiben muss.“

Im März 1933 begrüßte die Thüringer evangelische Kirche in einem „Wort zur Zeitlage“ die Machtübertragung an Hitler. Im April 1933 hob der Landeskirchenrat das in der Weimarer Zeit erlassene Verbot der politischen Betätigung der Pfarrer auf. Dies war faktisch eine Einladung zur Betätigung in der NSDAP, da alle übrigen Parteien bis Juli 1933 verboten wurden. Im Mai 1933 verabschiedete der im Januar 1933 noch frei gewählte Landeskirchentag mehrere Gesetze zur Gleichschaltung der Kirche mit dem NS-Regime, indem er dem Landeskirchenrat das Recht zum Erlass von Kirchengesetzen einräumte und jegliche marxistische Betätigung in der Kirche verbot.

Vordruck eines Abstammungsnachweises zum Gebrauch des Pfarrers

 Seit Mai 1933 waren die Thüringer evangelischen Pfarrer und Kirchenbeamten eingebunden in das System der Ausgrenzung von Deutschen jüdischer Herkunft, indem sie auf Verlangen sogenannte Ariernachweise auszustellen hatten. Damit beteiligten sie sich im negativen Ausschlussverfahren an der Entscheidung über den sozialen Aufstieg oder Abstieg im Berufsleben, denn mit dem „Reichsgesetz zur Wiederherstellung des Berufsbeamtentums“ und paralleler Bestimmungen wurden Menschen jüdischer Herkunft von bestimmten Berufen ausgeschlossen. Bald wurden die Pfarrer auch angehalten, die „Anlegung von Ahnen- und Sippschaftstafeln zu fördern“, um „Rassenhygiene“ zu unterstützen. Am 5. Mai 1933 wurde die Kirchenordnung in Paragraf 6 so ergänzt, dass eine Verweigerung der kirchlichen Trauung möglich wurde: Die Thüringer Kirche versagte der Ehe von Christen mit Juden ihren Segen, wenn infolge zu großer Verschiedenheit der Rasse der Eheschließenden die Voraussetzungen für eine sittlich hochstehende eheliche Gemeinschaft fehlen. Dieses erste rassistisch-judenfeindliche Gesetz einer evangelischen Landeskirche gab der tatsächlichen oder behaupteten völkischen Zugehörigkeit eines Kirchenmitglieds Vorrang vor der Geltung der biblisch-ethisch begründeten Sakramente und brach damit die lutherischen Bekenntnisschriften. Dagegen bildete sich im November 1933 zunächst der Pfarrernotbund, im Mai 1934 dann die Bekennende Kirche.
Aus den staatlich veranlassten Kirchenwahlen vom Juli 1933 ging ein fast ausschließlich von Deutschen Christen (DC) besetzter Landeskirchentag hervor. Dieser übernahm am 12. September 1933 mit dem „Gesetz über die Stellung der kirchlichen Amtsträger zur Nation“ den staatlichen „Arierparagraphen“ für die Kirche. Danach durften „nicht-arische“ oder mit „nicht-arischen“ Frauen verheiratete Theologen keine Amtsträger in der Thüringer Landeskirche werden. Pfarrer jüdischer Herkunft konnten in den Ruhestand versetzt oder entlassen werden; nur Weltkriegsteilnehmer oder durch Kriegseinwirkung Betroffene waren anfangs noch ausgenommen. Entlassen wurde z. B. Pfarrer Werner Sylten.
Der von den DC eingesetzte Landesbischof Wilhelm Reichardt berichtete 1934 stolz, die Thüringer Landeskirche sei „eine der ersten von den ev. Landeskirchen gewesen, die auch die Fragen der Rassenhygiene in die Amtsarbeit der Pfarrer hineinbezog“. Sie habe den DC Schulungskurse für deutsches Christentum finanziert und dort Staatsbeamte über „Rassenkunde“ und „Erbgesundheitslehre“ referieren lassen.
Nachdem im September 1935 die Nürnberger Rassengesetze erlassen waren, drängte die Thüringer Kirchenleitung ihre Pfarrer auf Einhaltung ihrer rassistischen Kirchenordnung und stellte klar, dass eine „Mischehe“ keine konfessionsverschiedene Ehe sei, sondern eine, „die zwischen einem Arier und einer Nichtarierin oder umgekehrt geschlossen wird“. Thüringer Kirchenzeitungen unterstützten die staatlichen Rassengesetze. So druckten die „Heimatklänge“, ein Vorläufer von Glaube und Heimat, im Dezember 1935 auf einer ganzen Seite einschlägige Worte des antisemitischen Hofpredigers Adolf Stöckers ab.
Auf die Novemberpogrome 1938 reagierten die Thüringer Oberpfarrer mit einer Entschließung vom 17. November 1938: „Christus hat den jüdischen Geist in jeder Form auf das schärfste bekämpft.“ Am 24. November veröffentlichte Landesbischof Martin Sasse ein sechzehnseitiges Pamphlet „Martin Luther über die Juden: Weg mit ihnen!“ Es wurde in Millionenauflage über die Landeskirche hinaus verbreitet.
Am 10. Februar 1939 beschloss die Landeskirche das „Gesetz über die kirchliche Stellung evangelischer Juden“. Es bestimmte, dass Juden nicht Kirchenmitglieder werden könnten, dass Amtshandlungen für sie verboten wurden und dass Kirchensteuern von ihnen nicht mehr zu erheben waren. Damit gab man nicht nur jüdische Pfarrer, sondern auch christliche Gemeindemitglieder, die laut Hans Globkes Definition als Juden oder „Judenstämmlinge“ galten, der staatlichen Verfolgung preis. Im Mai 1939 veröffentlichte der Landeskirchenrat Grundsätze zum damals von Partei- und Regierungsstellen denunzierten und häufig behinderten Religionsunterricht, die eine Einpassung der Lehrinhalte in die NS-Ideologie sicherstellten. Der Religionsunterricht sollte „die Erkenntnis vermitteln, dass zwischen Christentum und Judentum ein unüberbrückbarer religiöser Gegensatz besteht, und demgemäß die volksmäßige Säuberung des deutschen Wesens von jeglichem jüdischen Einfluss eine entsprechende Säuberung der christlichen Verkündigung von allen jüdischen Formen und Fesseln und Fälschungen mit sich bringen muss.“ Dazu gründeten mehrere DC-regierte Landeskirchen, darunter federführend die Thüringische, 1939 auf der Wartburg bei Eisenach das „Institut zur Erforschung und Beseitigung des jüdischen Einflusses auf das deutsche kirchliche Leben“.
Im Zweiten Weltkrieg begründete die Thüringer Landeskirche das von Hermann Göring geforderte Spenden von Glocken für die Waffenproduktion: „...diesmal werden unsere Glocken nicht unverwendet verschwinden in Lagerstätten für jüdische Schiebergewinne.“ Mit Überzeugung beteiligte sich die Thüringer Kirchenleitung daran, die Gemeinde Jesu Christi bis in die letzte Verästelung „judenfrei“ zu machen. Sie ermahnte dazu im November 1943 ihre Pfarrer und Kirchenbeamten per Runderlass, dass die Wiederverheiratung mit einer „arischen“ Person, die vorher mit einer „nicht-arischen“ Person verheiratet war, unzulässig sei. Am 28. Dezember 1941 erließ sie ein „Kirchengesetz über den Ausschluss rassejüdischer Christen aus der Kirche“: „Juden... sind samt ihren Abkömmlingen im Bereich der Thüringer evangelischen Kirche von jeder kirchlichen Gemeinschaft ausgeschlossen.“ Im Juli 1944 schärfte sie nochmals die Geltung der Thüringer Kirchenordnung ein, wonach nur die Zustimmung zum „positiven Christentum“ zum Anspruch auf kirchliche Versorgung berechtige, unabhängig von der Kirchenmitgliedschaft; „Volljuden bleiben von der kirchlichen Versorgung... in jedem Fall ausgeschlossen.“

### Seit 1945
1945 wurde der letzte DC-Landesbischof von den US-Militärbehörden verhaftet und danach ein kirchlich-organisatorischer Neubeginn gesetzt mit Vertretern der Lutherischen Bekenntnisgemeinschaft, der Religiösen Sozialisten und des Wittenberger Bundes.
1948 erhielt die Landeskirche eine neue Verfassung. Danach nannte sie sich „Evangelisch-Lutherische Kirche in Thüringen“. Die Kirche trat der EKD bei und war Gründungsmitglied der VELKD. Seit dem 1. Juli 2004 bildeten die Evangelische Kirche der Kirchenprovinz Sachsen und die Evangelisch-Lutherische Kirche in Thüringen die Föderation Evangelischer Kirchen in Mitteldeutschland (EKM), die zum 1. Januar 2009 in einer Kirchenfusion aufgingen.

## Strukturen
Bischöfe der einzelnen Kirchen waren bis 1918 die jeweiligen Fürsten bzw. Herzöge als „Summus episcopus“. Nach Bildung der einheitlichen Landeskirche 1920 übernahm ein Landesoberpfarrer die Leitung der Kirche. Dieser führt seit 1933 den Titel Landesbischof (1943–1945 Kirchenpräsident). Er wurde von der Landessynode auf Lebenszeit gewählt und war Vorsitzender des Landeskirchenrates (Kirchenleitung), der Landessynode und des Superintendentenkonvents.

### Landesoberpfarrer, Landesbischöfe und Kirchenpräsidenten seit 1920
- 1920–1934: Wilhelm Reichardt, Landesoberpfarrer, ab 1933 Landesbischof
- 1934–1942: Martin Sasse, Landesbischof
- 1943–1945: Hugo Rönck, Kirchenpräsident
- 1945–1970: Moritz Mitzenheim, Landesbischof
- 1970–1978: Ingo Braecklein, Landesbischof
- 1978–1992: Werner Leich, Landesbischof
- 1992–2001: Roland Hoffmann, Landesbischof
- 2001–2008: Christoph Kähler, Landesbischof

Als „Parlament“ hatte die Landeskirche eine Landessynode. Deren Mitglieder, die Synodalen, wurden auf sechs Jahre gewählt bzw. berufen; fast die Hälfte von ihnen wurden von den Kreissynoden gewählt. Die Aufgabe der Synode war ähnlich wie die von politischen Parlamenten. Sie tagte in der Regel zweimal jährlich. Vorsitzender der Landessynode war der Landesbischof. Aus der Mitte der Synode wurde der Präsident der Landessynode als Stellvertreter des Landesbischofs gewählt. Er durfte kein Theologe sein. Ebenso aus der Mitte der Landessynode wurden die Stellvertreter des Präsidenten gewählt. Sie alle zusammen bildeten das Präsidium der Landessynode, das die Geschäfte der Landessynode führte.

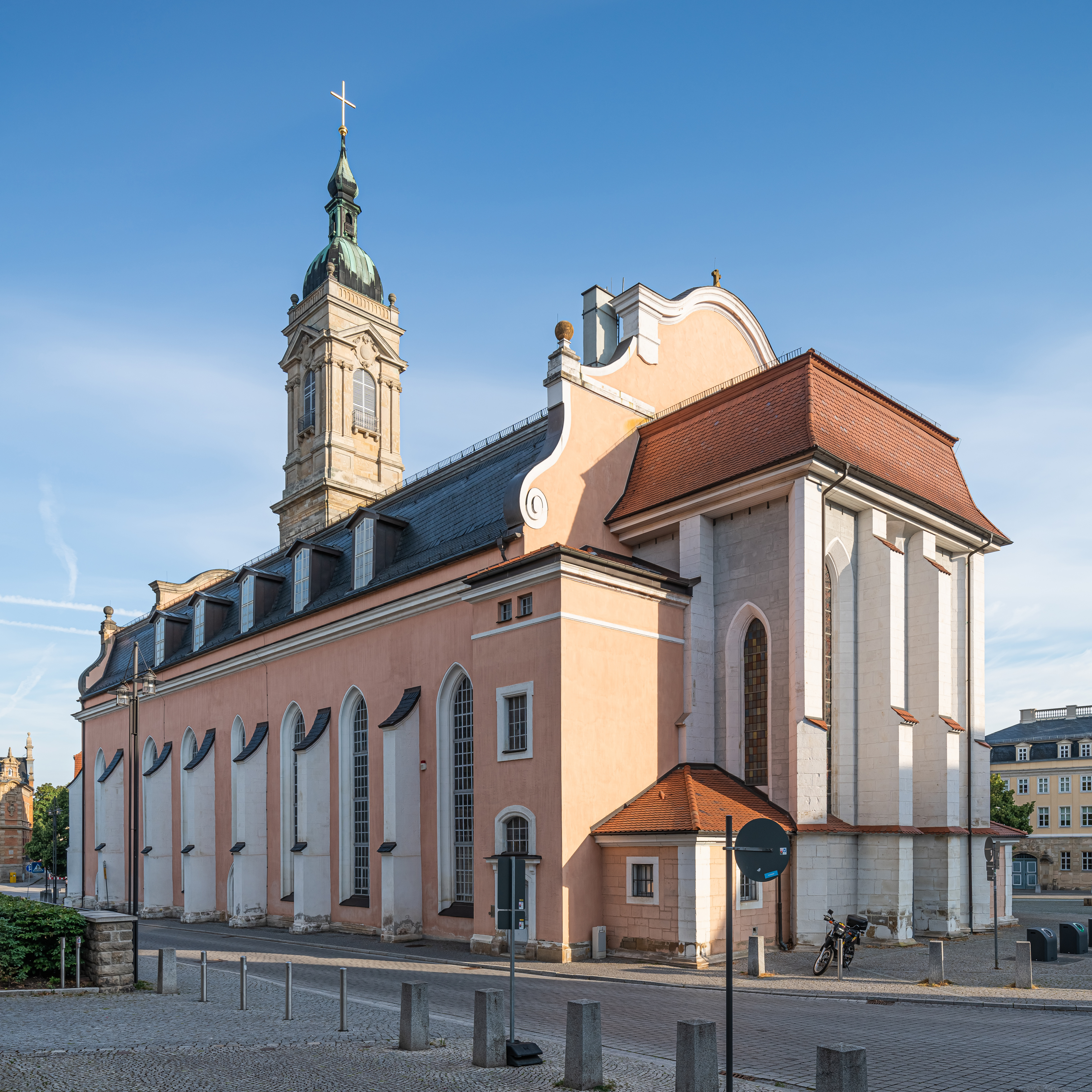
Die Georgenkirche zu Eisenach war die dem Landesbischof zugehörige Kirche, die in der Verkündigungsarbeit an seine Stelle gebunden war.

### Landeskirchenamt und Verwaltungshierarchie
Als oberste Verwaltungsbehörde der Landeskirche bestand in Eisenach ein Landeskirchenamt. Hier hatte der Landeskirchenrat, das Leitungsgremium der Landeskirche, seinen Sitz. Dieses vertrat die Landeskirche nach außen und führte die Beschlüsse der Landessynode aus.
Dem Landeskirchenrat gehörten der Landesbischof als Vorsitzender sowie weitere theologische und zwei juristische Mitglieder an. Sie alle wurden von der Landessynode gewählt, deren Mitglieder sie auch waren. Drei der Mitglieder des Landeskirchenrates waren darüber hinaus Visitator in einem der drei Aufsichtsbezirke der Landeskirche.
In der Verwaltungshierarchie war die Landeskirche von unten nach oben wie folgt aufgebaut:
An der Basis standen die Kirchengemeinden als Körperschaften des öffentlichen Rechts mit gewählten Gemeindekirchenräten. Die Mitglieder dieser Gremien hießen Kirchenälteste.
Mehrere Kirchengemeinden bildeten zusammen eine Superintendentur, an dessen Spitze ein Superintendent stand. Die Superintendenturen hatten als Gremium die Kreissynode mit einem Präsidium der Kreissynode. Die Mitglieder der Kreissynode wurden von den jeweiligen Gemeindekirchenräten gewählt.
Mehrere Superintendenturen bildeten zusammen einen Aufsichtsbezirk, der von einem Oberkirchenrat als Visitator geleitet wurde. In jedem Aufsichtsbezirk bestand ein Kreiskirchenamt.
Die drei Aufsichtsbezirke bildeten zusammen die Landeskirche.

### Aufsichtsbezirke und Superintendenturen
Siehe auch: Struktur der Evangelisch-Lutherischen Kirche in Thüringen
Früher gliederte sich die Evangelisch-Lutherische Kirche in Thüringen in 40 Superintendenturen:
Altenburg, Apolda, Arnstadt, Bad Frankenhausen, Bad Salzungen, Buttstädt, Camburg, Dermbach, Ebeleben, Eisenach, Eisenberg, Eisfeld, Friedrichroda, Gera, Gerstungen, Gotha, Greiz (seit 1934, zuvor eigenständige Landeskirche), Hildburghausen, Ilmenau, Jena, Kahla, Königsee, Lobenstein, Meiningen, Meuselwitz, Neustadt/Orla, Ohrdruf, Pößneck, Rudolstadt, Saalfeld, Schleiz, Schmölln, Sondershausen, Sonneberg, Sonneborn, Stadtroda, Vacha, Vieselbach, Weida und Weimar.
Durch die innerdeutsche Grenzziehung gehörte bis 1991 auch das Gebiet um Schmalkalden als 41. Superintendentur zur thüringischen Landeskirche. Dieses Gebiet gehörte jedoch früher als Exklave zur Evangelischen Kirche von Kurhessen-Waldeck (Sitz in Kassel), der es nach der Wende wieder angeschlossen wurde.
Im Rahmen einer Strukturreform wurde die Zahl der Superintendenturen auf 18 reduziert. Diese waren in 1.369 Kirchengemeinden unterteilt.
- Aufsichtsbezirk Süd mit dem Kreiskirchenamt in Meiningen
  - Arnstadt-Ilmenau
  - Bad Salzungen-Dermbach
  - Hildburghausen-Eisfeld
  - Meiningen
  - Rudolstadt-Saalfeld
  - Sonneberg
- Aufsichtsbezirk Ost mit dem Kreiskirchenamt in Gera
  - Altenburger Land
  - Eisenberg
  - Gera
  - Greiz
  - Jena
  - Schleiz
- Aufsichtsbezirk West mit dem Kreiskirchenamt in Gotha
  - Apolda-Buttstätt
  - Bad Frankenhausen-Sondershausen (die nördlichen Exklaven)
  - Eisenach-Gerstungen
  - Gotha
  - Waltershausen-Ohrdruf
  - Weimar

## Gesangbücher
Die Gemeinden der Evangelisch-Lutherischen Kirche in Thüringen sangen vor 1918 aus einer Vielzahl von Gesangbüchern. Jede Landeskirche hatte eigene, manche sogar mehrere Gesangbücher im Gebrauch.
Nach Gründung der einheitlichen Landeskirche wurde 1929 auch ein gemeinsames Gesangbuch eingeführt. Die Gemeindeglieder in Thüringen sangen daher seit 1930 aus folgenden Gesangbüchern:
- Thüringer evangelisches Gesangbuch, herausgegeben und verlegt von der Thüringer evangelischen Kirche, eingeführt 1929
- Evangelisches Kirchengesangbuch – Ausgabe für die Evang.-Lutherische Kirche in Thüringen, eingeführt aufgrund des Beschlusses der Synode der Evang.-Luth. Kirche in Thüringen vom 5. Mai 1950
- Evangelisches Kirchengesangbuch – Ausgabe für die Evang.-Lutherische Landeskirche Mecklenburgs, Evang.-Luth. Landeskirche Sachsens, Evang.-Lutherische Kirche in Thüringen, eingeführt in allen lutherischen Kirchen der DDR 1975
- Evangelisches Gesangbuch – Ausgabe für die Evangelisch-Lutherischen Kirchen in Bayern und Thüringen, eingeführt am 1. Advent 1994